# أبتسدة

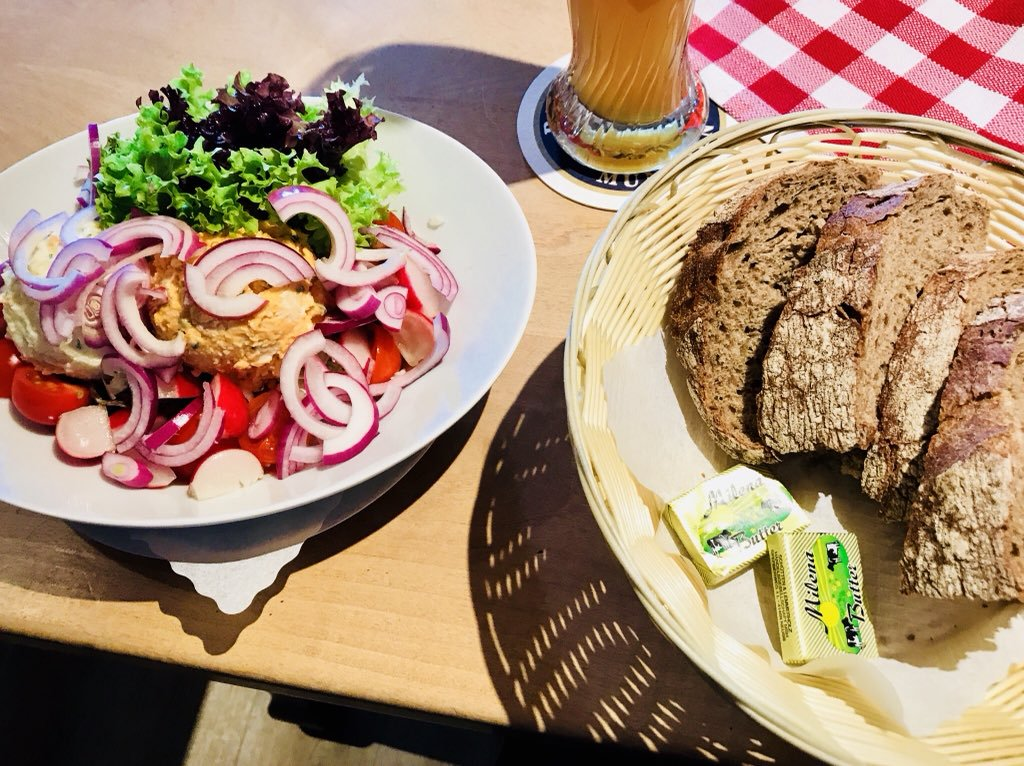
أُبتسدة في حانة

أُبَتِسْدَة أو أُبَتستَر هي جبنة بَفَارِيَّة مدهونة. تُحضر عن طريق خلط ثلثي الجبن الطري ويغلب أن تكون الكَممبر وثلثًا من الزبدة.
توابلها المعهودة هي مسحوق الببريكة والملح والفلفل ويُضاف لها كم قليل من الجعة. يمكن إضافة قدر من البصل والثوم وفجل الخيل الريفي والقرنفل والكراوية المطحونة أو المحمصة وبعض القشدة أو الجبن القشدي أيضًا. يؤكل عادة مع الخبز أو العقدية. الاُبتسدة هي أحدى الأكلات المعهودة في حدائق الجعة في بفارية.